# Haapsalui vár
A Haapsalui vár, vagy Haapsalui Püspöki kastély, (észtül: Haapsalu piiskopilinnus) Püspöki kastély egy várkastély Haapsalu városában, Észtországban. A várat a tizenharmadik században alapították, az Ösel-Wiek püspökség székhelyeként. A legendák szerint minden augusztusi telihold során a várkastély kápolnájának belső falán megjelenik a Fehér Asszony.

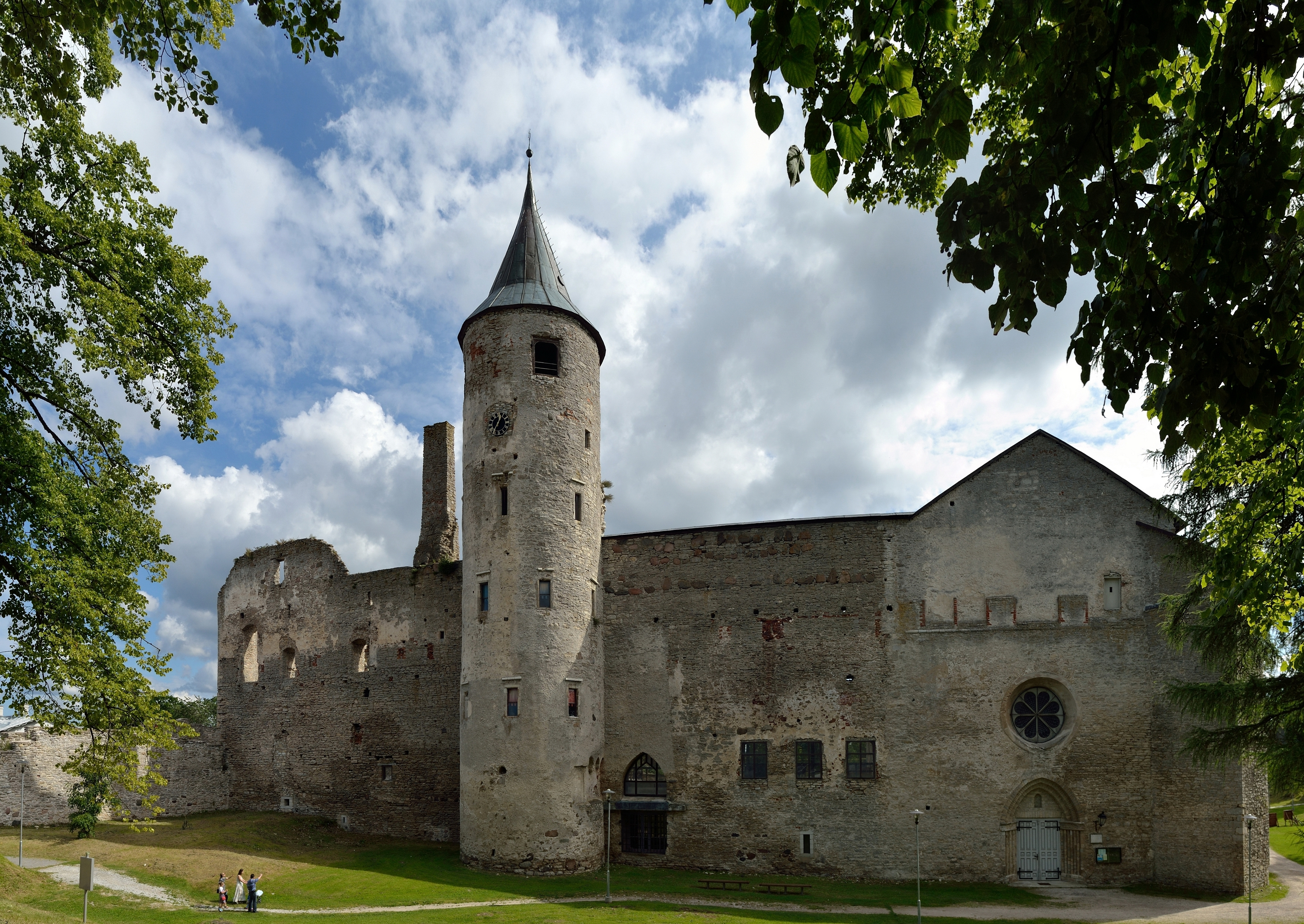
Haapsalu-vár

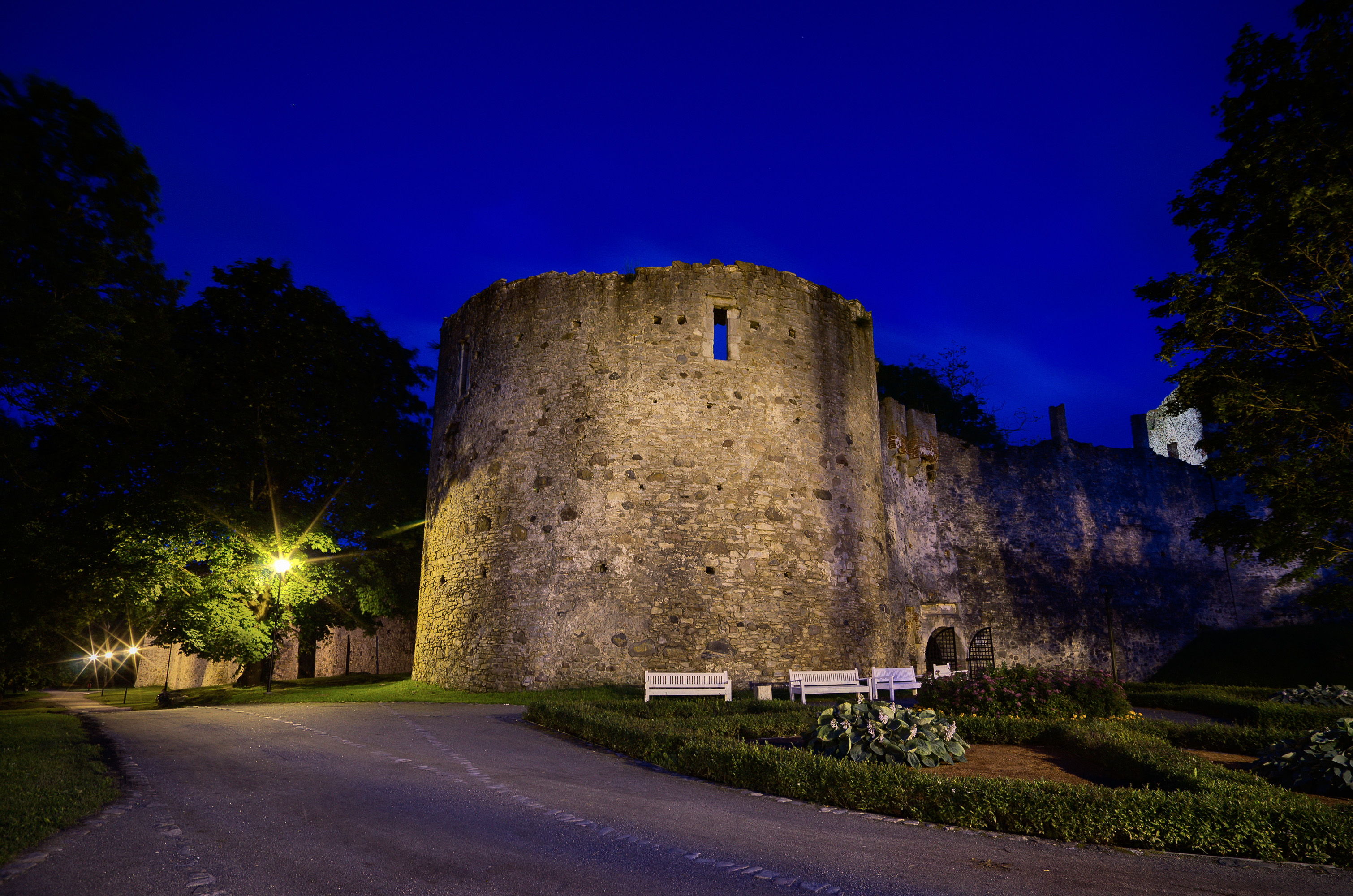
A Haapsalu-vár éjjel

## Története
1228-ban Albert rigai püspök III. Ince pápától nyert egyedi jogával élve új egyházmegyét hozott létre Ösell egyházmegye (észtül:Saare-Läänei egyházmegye) néven. a mai Lääne megye, Saaremaa megye és Hiiumaa megye területén, melynek élére kinevezte Dünamünde ciszterci apátság apátját, Gottfried-t. A püspököt VII. Henrik német-római császár 1228. október elsején Szent Római Birodalom birodalmi hercegévé nevezte ki, hasonlóan a többi balti püspökhöz. A kinevezés egyben hűbéres státuszt is jelent, a pápák és a német-római birodalom egyaránt saját egyeduralmát igyekezett elérni a térségben. Modenai Vilmos, pápai legátus 1234-ben véglegesítette a püspökség határait. Az Ösel-Wieki püspök első lakhelye a Lihula-kastély volt, ahol a Kardtestvérek rendjének segítségével kőből épült várat építettek. A nagy befolyással bíró Renddel való konfliktusok elkerülése végett a püspöki székhelyet át tették Peronába, amelyet a litvánok tíz évvel később felgyújtottak. A püspöki újabb székhelyt jelölt ki Haapsalu területén, a püspökség székhelye és köré vár építését kezdték el. A várkastély építése több évszázadon keresztül tartott.

## Várkastély
A vár építése, bővítése és felújításai több, mint hét évszázadot öleltek fel, melynek során építészeti stílusjegyei az aktuális fegyverzeti fejlesztésekre válaszul alakultak ki. Az erődítmény végső kiterjedése több, mint 30 000 négyzetméter területet foglal el, míg a falak vastagsága az 1,2 és az 1,8 méteres falvastagság között váltakozik. A falak legmagasabb pontjukon a tíz méteres magasságot is elérték IV. Kievel Johann püspöksége (1515-1527) idején. A nyugati fal oromzatának 29 méter magasba törő óratornya a tizenharmadik századból eredeztethető, melyet a későbbiek során harangtoronyként használtak. A falakat később 15 méteres magasságig építették fel.
A belső árokrendszer és fedezékek, melyek az ágyúzások és gránátok ellen nyújtottak védelmet, a livóniai háború idejéből (1558-1582) valók, de ezen véres események során az erődítményben súlyos károk keletkeztek. A kiskastély és a falrendszerben keletkezett károk részben elpusztították ezen épületrészeket.
A 17. század során az erődítmény elvesztette védelmi funkcióját, amoikor is a svédek uralma alá került a vidék. A nagy északi háború során Észtország az oroszok uralma alá került és az erőd falait I. Péter orosz cár utasítására részben lerombolták.

## Szent Miklós székesegyház
A Haapsalui székesegyház volt az Ösel-Wiek püspökség székhelye, ahol a püspöki székhely volt. Ez a legnagyobb egyhajós templom az egész balti térségben 15,5 méteres belmagassággal és 425 négyzetméternyi alapterülettel. Mivel az épületet 1260-ban építették, ezért átmenetet képez a román és a gótikus építészet stílusjegyei között.
Belső falait falfestmények díszítették, míg padlójában helyezték el örök nyugalomra a püspökség püspökeinek földi maradványait és a környékbeli nemeseket is ide temették. Kerek formájú keresztelőkápolnája a tizennegyedik században épült.
A livóniai háború során Észtország területe a luteránus Svéd Királyság részévé vált. A katolikus dóm templom a luteránus kongregátus során kastély templommá vált.